# Róth Zsigmond
Róth Zsigmond (Csaca, 1885. szeptember 8. – Budapest, Erzsébetváros, 1969. augusztus 21.) építész.

## Életpályája
Róth Adolf (1845–1912) magánhivatalnok és Lichtenstein Amália (1863–1922) fiaként született zsidó családban. Középiskolai tanulmányait Budapesten végezte, majd ugyanott a József Műegyetemen 1907-ben építészmérnöki oklevelet szerzett. Gyakorlati munkáját néhai Lipták Pál műegyetemi adjunktus irodájában kezdte. Utána a Révész és Kollár tervezési irodában képezte tovább magát. 1910 és 1914 között Tauszig Bélával közös építészi irodát nyitott. Ez idő alatt számos új épületet és újjáépítést tervezett; részt vett három nagy kávéház és több mozgószínház belső kialakításában. Az első világháborúban mint népfelkelő hadnagy-mérnök teljesített szolgálatot. 1917. augusztus 17-ével főhadnagy-mérnöki kinevezést kapott. A háborút követően több évet Madridban töltött, ahol egy építésziroda vezetője volt. 1923-ban visszatért Magyarországra és három évvel később újból Tauszig Bélával társult, akivel szinte kizárólag lakóházakat terveztek, eleinte historizáló, majd art déco, később modern stílusban. Az iroda államosítása után a MEZŐTERV-ben, később az Ipari Épülettervező Vállalatnál dolgozott, s onnan vonult nyugdíjba. Halálát keringési elégtelenség okozta.
Felesége Vágó Edit volt, akit 1942-ben Budapesten vett nőül.

## Főbb művei
- Izraelita kultúrház az ún. Goldmark-teremmel (Budapest, VII. kerület, Wesselényi u. 7.)
- A Vasas Szakszervezeti Szövetség Székháza (Budapest, VIII. kerület, Magdolna utca 5-7.)
- Tauszig-Róth villa (Budapest, II. kerület, Hűvösvölgyi út 94.)

## Díjai, elismerései
- Koronás arany érdemkereszt a vitézségi áram szalagján (1918)[5]